# 数字人民币
数字人民币（E-CNY），又称数字货币电子支付（英語：Digital Currency Electronic Payment，缩写：DC/EP），是中国人民银行发行的法定数字货币，主要用于流通中现金（M0），由指定运营机构参与运营并向公众兑换，货币以电子形式支付，价值与人民币的纸钞和硬币同等。数字人民币目前已在部分地区开展测试。

## 历史

### 研发
2014年，周小川领导下的中国人民银行成立数字货币研究专门团队，开始对数字货币发行框架、关键技术、发行流通环境及相关国际经验等问题进行专项研究，2016年成立中国人民银行数货币研究所。
2017年末，经国务院批准，中国人民银行组织部分大型商业银行和有关机构共同开展数字人民币体系（DC/EP）研发。DC/EP在坚持双层运营、现金（M0）替代、可控匿名的前提下，基本完成顶层设计、标准制定、功能研发、联调测试等工作。

### 试点

#### 2020年
- 2019年底起，数字人民币相继在深圳、苏州、雄安新区、成都及2022冬奥会场景启动试点测试[9]。

- 8月14日，中华人民共和国商务部印发《全面深化服务贸易创新发展试点总体方案》，在“全面深化服务贸易创新发展试点任务、具体举措及责任分工”部分提出：在京津冀、长三角、粤港澳大湾区及中西部具备条件的试点地区开展数字人民币试点。先由深圳、成都、苏州、雄安新区等地及未来冬奥场景相关部门协助推进，后续视情扩大到其他地区[10]。

- 10月8日，深圳市人民政府联合中國人民银行开展数字人民币红包试点。此次试点在深圳市罗湖区舉行，當局通过抽签方式将1000万元“礼享罗湖数字人民币红包”的资金以数字人民币红包的方式发放至在深圳的个人数字人民币钱包，每个红包金额为200元，红包数量共计5万个。獲得数字人民币的個人可持数字人民币红包在有效期内至罗湖区指定的商户进行消费[11]。

- 10月，中共中央辦公廳、國務院辦公廳聯合發佈《深圳建設中國特色社會主義市場經濟先行示範區綜合改革試點實施方案（2020-2025）》规定，數字人民幣不能出境使用，不能買賣黃金和美元，只能在境內的資本市場流通，可在房地產市場、股票投資等境內交易中使用[12]。当月又增加了上海、海南、长沙、西安、青岛、大连6个试点测试地区[9]。

- 10月23日，中国人民银行就《中华人民共和国中国人民银行法（修订草案征求意见稿）》公开征求意见。根据征求意见稿第十九条，加入了“人民币包括实物形式和数字形式”这一条文，这亦代表数字人民币将赋予法律地位[13]。

- 12月4日，江苏省苏州市发布消息，将面向符合条件的苏州市民发放2000万元数字人民币消费红包，每个红包金额为200元，红包数量共计10万个，采取抽签方式发放。此次试点用户既可在指定的线下商户进行消费，也可通过京东商城进行线上消费[14]。

#### 2021年
- 1月，深圳市政府再与中国人民银行合作，在福田区开展数字人民币红包试点。活动面向在深个人（不限户籍）发放红包，每个红包200元，共计10万个红包[15]。

- 1月5日，上海市同仁医院试点數字人民幣使用。首次推出可脫離手機的“可視卡”式硬錢包，卡片右上角的水墨屏窗口會顯示消費金額、卡內餘額、支付次數[16]。此後数字人民币试点又推廣至上海陆家嘴中心商场的7分甜饮品店内，当时仅限支付宝员工试用[17]。

- 2月7日，北京市启动“数字王府井 冰雪购物节”数字人民币红包预约活动，面向在京个人发放1000万元数字人民币红包[18]。2月10日晚，中签结果开始公布，本次活动共有超过252万市民进行了预约报名[19]。

- 2月24日，成都市启动“数字人民币 红包迎新春”活动，面向在蓉个人发放总额4000万元的数字人民币消费红包，红包数量约20万个，红包金额分为178元和238元两档。成都市政府匹配资金3000万元，京东集团匹配资金1000万元。[20]截至2月25日24时报名结束，根据本次活动规则进行审核后，有效报名总人数4198147人。2月28日上午活动主办方通过“摇号抽签”形式，现场抽出了203060名中签人员，其中获得178元红包人数为138805人，获得238元红包人数为64255人。中奖结果于2021年3月3日零时公布。中奖率约为4%。

- 4月10日至4月23日，深圳数字人民币试点测试人群扩容50万[21]。

- 4月20日，上海市商务委主任顾军表示，作为第二届五五购物节全面推进商业数字化转型的措施，此届“五五购物节”将开展数字人民币应用试点。苏州和上海两地将在“五五购物节”上发放消费红包[22]。

- 4月25日，长三角一体化示范区公交2路（吴江公交7618路）成为中国首条应用数字人民币支付的跨省公交线路[23]。

- 4月26日，除工农中建交邮等国有大型商业银行外，蚂蚁集团关联公司网商银行、腾讯关联公司微众银行也将成为数字人民币的运营机构[24]。
- 6月4日，中国人民银行上海总部会同上海市商务委、上海市地方金融监管局，决定在“五五购物节”期间开展“数字人民币五五欢乐购”红包活动，在沪个人可使用手机于6月5日0时至6月6日24时期间在活动报名平台报名参与红包抽签[25]。
- 6月5日，北京数字人民币试点活动“京彩奋斗者”正式启动，通过“京彩平台”向成功预约报名并中签的消费者发放20万份、每份200元的数字人民币“京彩”红包。6月6日9时将公布中签结果，用户可在北京市近2000家指定商户无门槛消费使用[26]。
- 6月29日，苏州轨道交通5号线开通，市民可使用数字人民币客户端扫码购票乘车[27]。6月30日起，北京轨道交通启动全路网数字人民币支付渠道刷闸乘车体验测试[28]。
- 7月16日，中国人民银行数字人民币研发工作组发布《中国数字人民币的研发进展》白皮书[29]。

#### 2022年
- 1月4日，数字人民币（试点版）应用程序正式在苹果App Store及Android各大应用商店上架并开放下载，并可以在试点地区深圳、苏州、雄安新区、成都、上海、海南、长沙、西安、青岛、大连和冬奥会区域使用。截至2021年6月末，数字人民币试点场景已超132万个，覆盖生活缴费、餐饮服务、交通出行、购物消费、政务服务等领域。开立个人钱包2087万余个、对公钱包351万余个，累计交易笔数7075万余笔、金额约345亿元[30]。

- 3月31日，福州市、厦门市、广州市、天津市、重庆市和浙江省承办亚运会的6个城市（杭州市、宁波市、温州市、湖州市、绍兴市、金华市）开始加入数字人民币试点城市，北京市和河北省张家口市在2022年北京冬奥会、冬残奥会场景试点结束后转为试点地区。[31]北京冬奥会和冬残奥会期间，冬奥场景还提供了针对外国人的数字人民币产品，包括实体卡、手机应用、自助服务机等，以便无中国境内银行账户的外国人体验数字人民币。[32]

- 12月16日，济南市、防城港市、南宁市、昆明市和西双版纳傣族自治州被新增为数字人民币试点城市。[33]
- 12月17日，广东省、江苏省、河北省、四川省被新增为数字人民币试点地区。[34]

#### 2023年
- 4月，常熟市地方金融监督管理局和常熟市财政局印发《关于实行工资全额数字人民币发放的通知》。该通知称，从5月开始对常熟市在编公务员(含参公人员)、事业人员、各级国资单位人员实行工资全额数字人民币发放[35]。
- 7月11日，数字人民币App上线SIM卡硬钱包功能。同日，中国移动联合中国工商银行，中国电信、中国联通联合中国银行宣布，在数字人民币APP上线SIM卡硬钱包产品。[36]
- 12月，中国银行上海市分行与上海黄金交易所完成了贵金属交易数字人民币跨境结算，这是金融市场的首单跨境数字人民币支付。[37]

#### 2024年
- 1月24日，香港金融管理局表示4家数字人民币运营机构及18家香港本地银行完成数字人民币跨境零售支付演练。[38]
- 5月17日，香港金融管理局表示将将扩大数字人民币在港的试点范围，并于翌日在香港发行数字人民币，使香港成为首个试点进行数字人民币跨境使用的城市。截至2024年5月，工银亚洲、中国银行 (香港)、中国建设银行 (亚洲)和交通银行可为香港居民提供数字人民币钱包服务，并且支持转数快及香港银行卡增值。[39]
- 截至2024年6月末，数字人民币已在17个省（区、市）开展试点，累计交易金额达7万亿元，並提升境外来华人员使用数字人民币的便利度；数字货币跨境支付实验项目方面，由国际清算银行香港创新中心牵头，中国人民银行数字货币研究所与泰国央行、阿联酋央行、香港金管局共同参与此项目建设[40]。

## 性質
數字人民幣實質屬於流通中人民幣現金的補充範疇，功能屬性與紙鈔完全一樣，只不過是數位化形態。
中國人民銀行副行長範一飛解釋數字人民幣的政策時，指出該貨幣主要定位于流通中現金（M0），是為與比特幣、全球性穩定幣等加密資產相競爭而研發，以向數位經濟發展提供通用性的基礎貨幣。而該貨幣沿用原本的貨幣管理體系，在堅持中心化管理下發行，受到《中國人民銀行法》、《人民幣管理條例》等條文的約束，交易都會受監控。中央銀行在數字人民幣體系中居於中心地位，向指定的商業銀行發放一定的數字人民幣並進行全生命週期管理，由商業銀行等機構再向社會公眾提供兌換和流通。

## 特点

### 中國人民銀行發行
数字人民币虽然也是虚拟货币，但是与比特币、天秤币等虚拟货币有着本质的区别，後者並非國家銀行發行，缺乏法偿性；而数字人民币由人民銀行發行，以国家信用为担保，效力完全等於一般流通現金。

### 可双离线支付
数字人民币采用了双离线技术，只要交易双方的手机上安装了DC/EP数字钱包，即使在无网络与无银行账户的情况下也可使用数字人民币完成转账。

### 不可私密加密
数字人民币與其他具匿名、不可追踪等特点的交易貨幣不同。时任中国人民银行副行长范一飞在《关于数字人民币M0定位的政策含义分析》文章中称：“数字人民币采取可控匿名机制，人民银行掌握全量信息，可以利用大数据、人工智能等技术分析交易数据和资金流向，防范打击洗钱、恐怖融资和逃税等违法犯罪行为，有效维护金融稳定。”

## 推廣應用

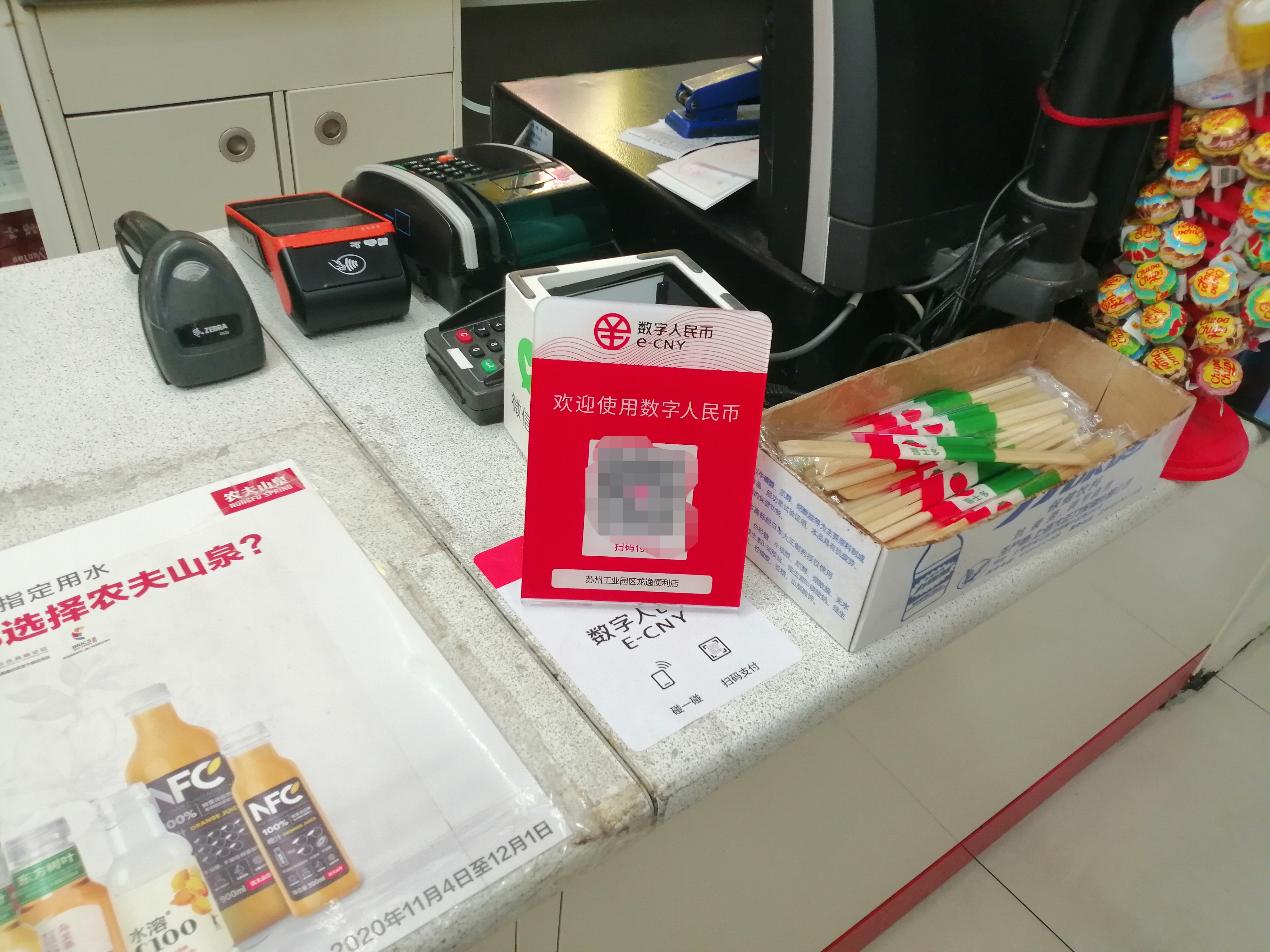
江苏省苏州市一处可以使用数字人民币付款的商店

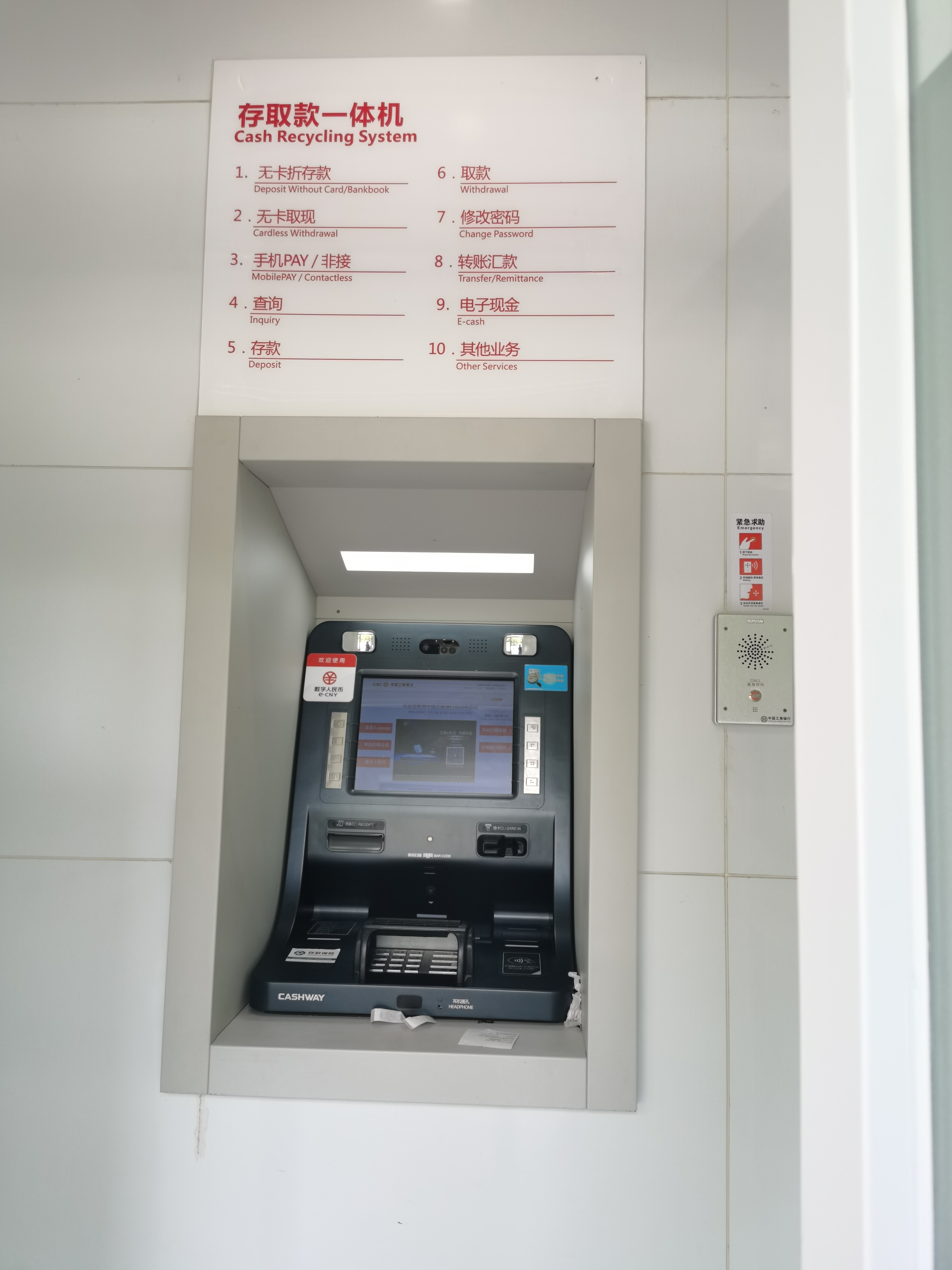
中国工商银行的存取款一体机，提供数字人民币兑换服务

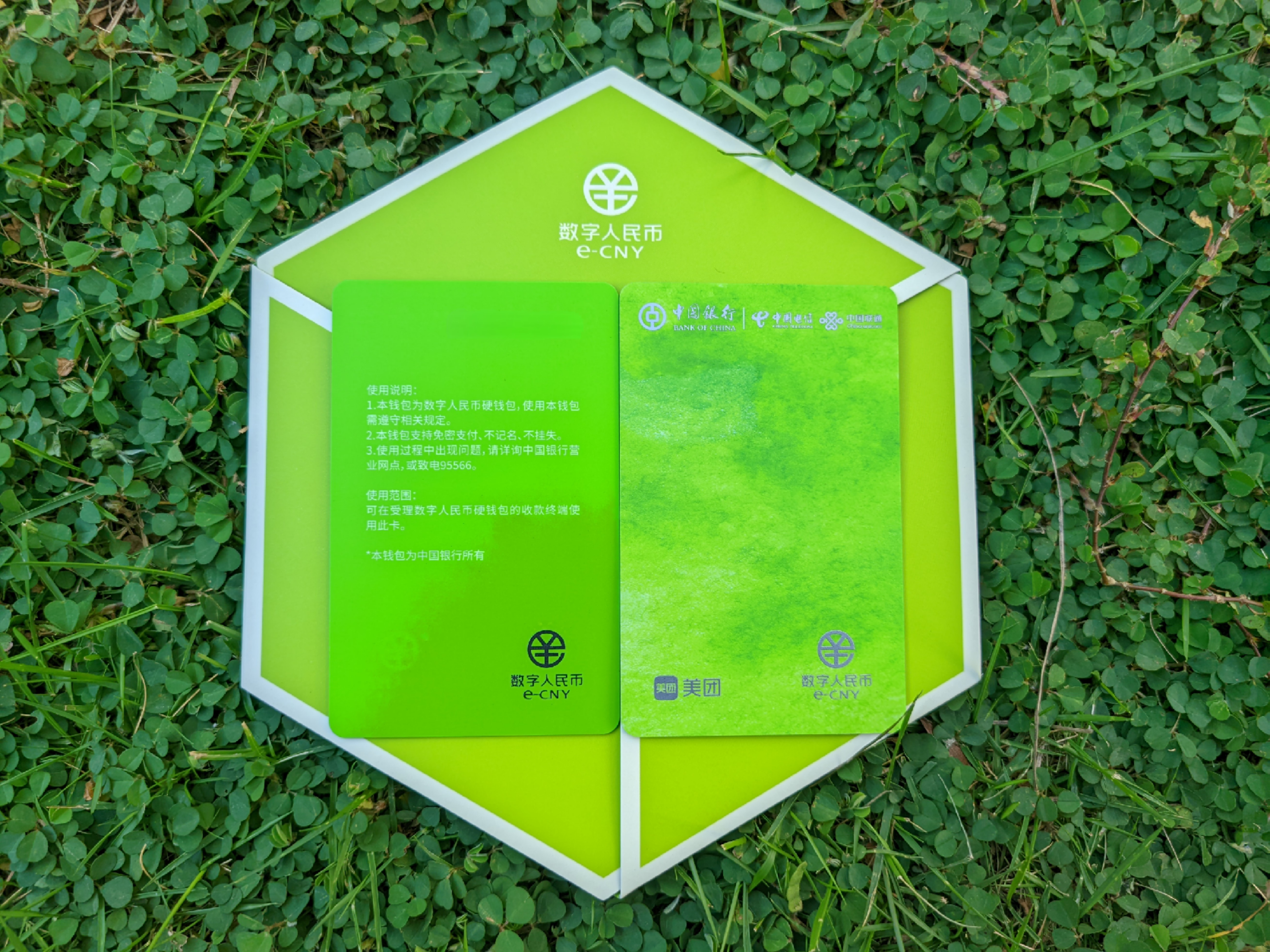
数字人民币硬件钱包

2020年8月29日，中国建设银行在其开发的手机银行客户端增加“数字人民币钱包”功能，中國建設銀行客户可直接申请数字人民币钱包，功能包括付款、收款、扫一扫、转款等。
而在2020年10月开始在深圳市罗湖区测试的数字人民币客户端主界面，其界面颜色随用户开通的不同银行钱包而不同，其中中國工商银行、中国银行为红色，中國农业银行为绿色，中國建设银行为蓝色。主界面的封面与一百元纸币相似，左上方显示钱包余额，上滑即为付款，下滑为收款；收付款界面均有扫一扫和二维码。其中，收款界面下方有“设置收款金额”功能，付款界面则有“碰一碰”和“转钱”两种功能。惟此次试点的所有参与商户均尚未开通“碰一碰”功能。
2020年10月30日发布的华为Mate 40系列中国大陆版则搭载了數字人民幣硬件錢包，成为全球首款支持數字人民幣硬件錢包的智能手機。
2021年2月起，中国工商银行开始在部分存取款一体机提供兑换数字人民币服务，用户可以用现钞兑换数字人民币。
2021年6月30日起，北京轨道交通开启全路网数字人民币支付渠道刷闸乘车体验测试。已开通工商银行数字人民币业务的乘客，可在北京轨道交通已有24条运营线路及4条市郊铁路范围内，通过亿通行App参与数字人民币支付刷闸乘车体验测试。
2021年8月24日，大连商品交易所通过数字人民币形式向大连良运集团储运有限公司交割仓库支付仓储费，实现了数字人民币在期货市场的首次应用。
2021年12月，位于苏州的冯梦龙村首次以数字人民币发放合作社股金分红。
截至2022年8月31日，中国大陆15个省（市）的数字人民币试点地区累计交易笔数3.6亿笔、金额1000.4亿元，支持数字人民币的商户门店数量超过560万个。
2023年4月，江苏省常熟市印发通知，从5月开始将对公务员和企事业单位工作人员实行工资全额数字人民币发放。
2024年11月7日，在第十八届深圳国际金融博览会上，中国人民银行深圳市分行發行数字人民币可视硬钱包，共七間运营銀行參與。

## 数字人民币钱包
《中国数字人民币的研发进展白皮书》指出，数字钱包是数字人民币的载体和触达用户的媒介。在数字人民币中心化管理、统一认知、实现防伪的前提下，人民银行制定相关规则，各指定运营机构采用共建、共享方式打造移动终端APP，对钱包进行管理并对数字人民币进行验真；开发钱包生态平台，实现各自视觉体系和特色功能，实现数字人民币线上线下全场景应用，满足用户多主体、多层次、多类别、多形态的差异化需求，确保数字钱包具有普惠性，避免因“数字鸿沟”带来的使用障碍。 
数字人民币钱包按照客户身份识别强度分为不同等级的钱包。根据不同的维度划分，数字人民币钱包有以下四种：
权限
运营机构通过客户身份验证，根据身份验证的强度对数字人民币钱包进行分级管理，并根据实名认证的程度设定不同的交易限额和余额上限。
最低权限的数字人民币钱包属匿名钱包，其余额上限为1万元，单笔支付限额2000元，每日累计支付限额5000元。这种钱包仅通过本人手机号码开通，符合数字人民币的可控匿名设计原则。如果需要进行超过2000元的支付，可选择升级钱包，并提供有效的身份证明和绑定银行账户。例如升级到二类钱包后，钱包余额上限将增至50万元，单笔支付限额提高至5万元，每日累计支付限额将增至10万元。
个人和对公钱包
个人和个体工商户可以开设个人钱包，以其身份验证的强度，分类管理交易和余额限制。法人和非法人机构则可以开设对公钱包，其交易和余额限制将根据是否通过柜台办理或远程开户来确定，并能以用户需求来定制钱包功能。
软硬钱包
软钱包包括移动支付应用程序和提供服务的软件开发工具包（SDK），而硬钱包则包括IC卡、可穿戴设备和物联网设备等，例如针对老年人的硬钱包能加入健康码功能。
母子钱包
钱包持有者可以将主要的钱包设置为母钱包，并在母钱包下开设多个子钱包。这些子钱包允许个人实现限额支付、条件支付以及保护个人隐私等功能，以适应不同支付场景。

## 爭議
新华网表示，中国人民银行推出的数字货币，是基于區塊鏈新技术，推出全新的加密貨幣体系，这是一场货币体系的重大变革。中國銀聯董事長邵伏軍在2019年的「中國金融四十人論壇」上，則曾強調數字人民幣的技術能力，仍不足以分析與處理「即時」「海量」的資訊，而社會底層基礎也尚欠法制化與監管能力，若涉及國際，協調問題更是困難重重。
經濟學者凱文·沃巴赫認為，法定数字货币在中国的出现会使得纸质人民币淡出视线。对于普通用户来说，他们并不会感觉到特别的不同，但金融整体管控将加强。端傳媒認為，数字人民币是为了监控所有的转账、交易而发行的。
經濟學者胡星斗認為中國模式的數位貨幣，實際上是使中國中央政府得以全面管控個人財富，也就是回到計劃經濟年代。据自由亞洲電台称，他表示中國所謂的數位貨幣只是貨幣的電子化，與具有個人私密性的数字货币有很大差別；山東大學出身的金融學者司令則表示，中國政府所推行的電子貨幣，會將交易完全置於政府的監控之下，有可能演變成「21世紀的公私合營」，國民財富在政府失信下可完全一夜間變成公有制。
而在2020年，中国央行数字货币研究所所长穆长春曾表示市场上已出现假冒数字人民币钱包。
2024年11月20日，中国人民银行数字货币研究所前所长姚前因利用虚拟货币进行权钱交易被开除党籍和公职。